# Rampa (budownictwo)

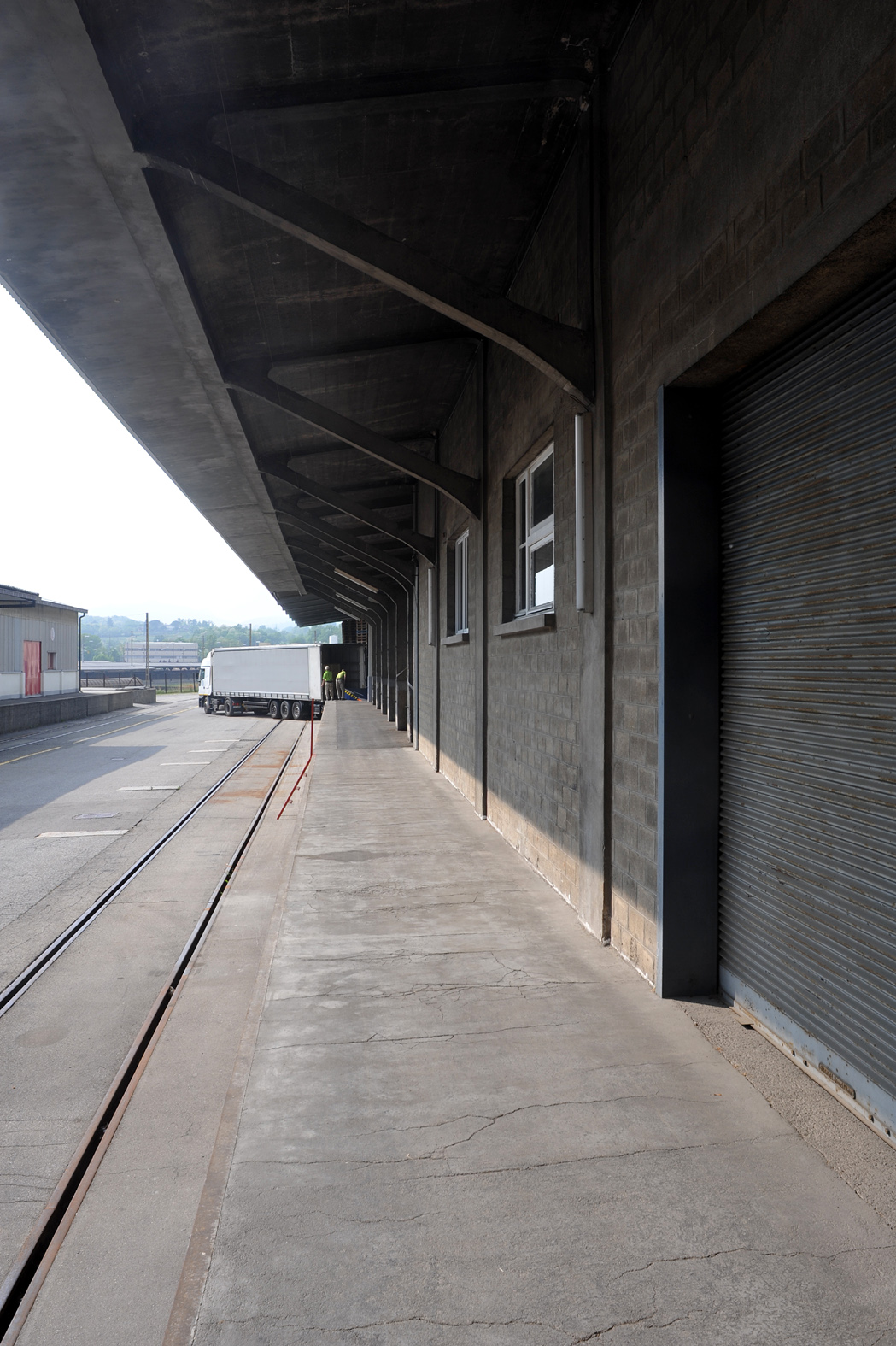
Rampa wzdłuż budynku magazynów, Szwajcaria

Rampa – pomost ustawiony najczęściej wzdłuż ściany hali przemysłowej, w porcie, kopalni, stacji kolejowej itp., ułatwiający załadunek i wyładunek materiałów, ludzi, zwierząt; także pochylnia ułatwiająca pokonanie różnicy poziomów, stosowana m.in. w starożytnym Egipcie do połączenia świątyń grobowych wewnątrz piramid.